# Quintette Magnifica

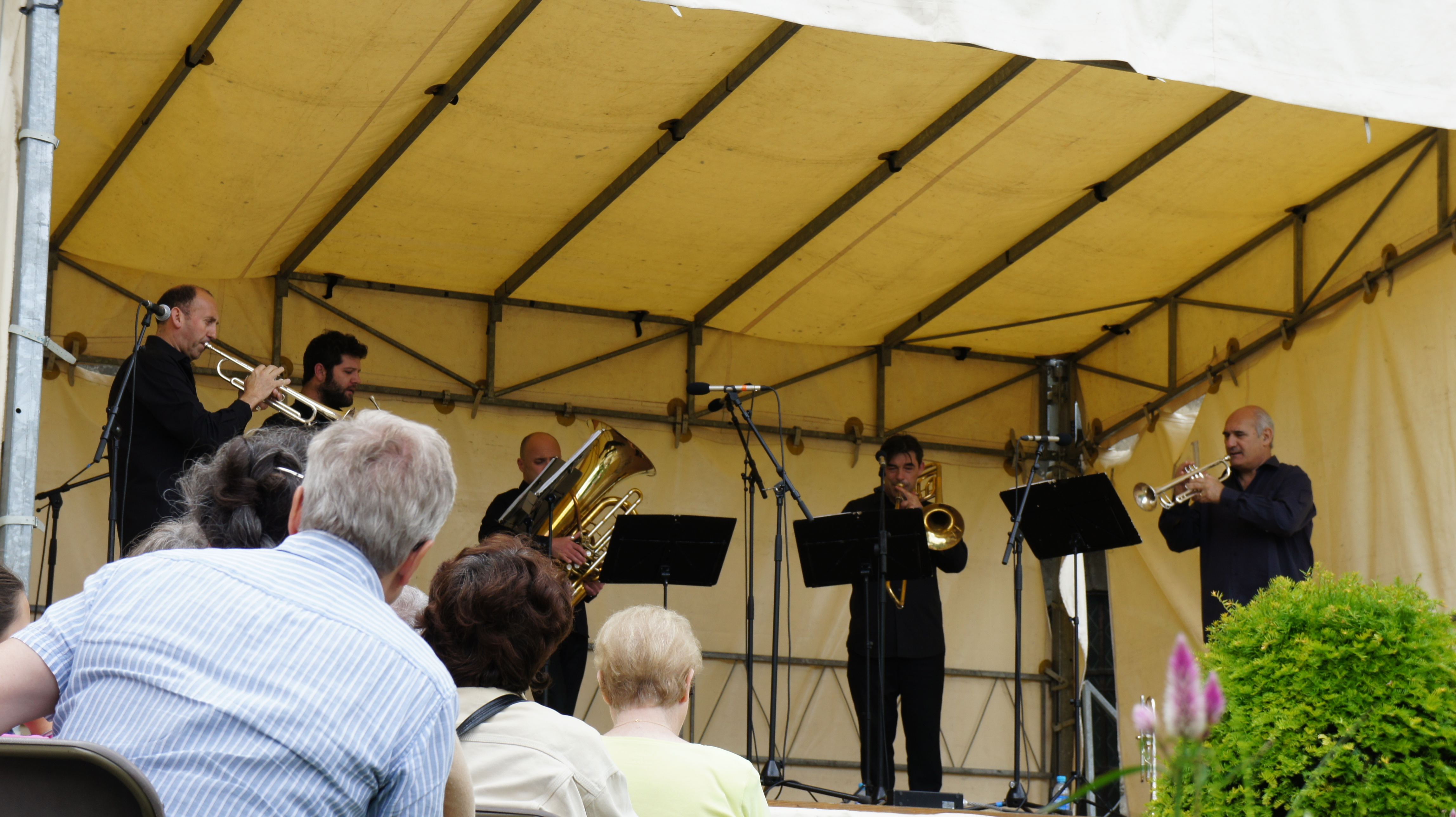
Le quintette lors de Flâneries musicales de Reims en 2013.

Le Quintette Magnifica est un quintette de cuivres professionnel classique français, fondé en 1985, lauréat de la Fondation Yehudi Menuhin en 1986,  Premier prix du concours international de Baltimore (États-Unis) en 1989 et lauréat du Concours international de Quintette de cuivres de Narbonne en 1990.
Il est composé de Michel Barré (trompette), Grégoire Méa (trompette), Pascal Gonzales (trombone), Albin Lebossé (cor) et Benoît Fourreau (tuba).
Le Quintette Magnifica défend un répertoire allant du baroque aux compositeurs contemporains.  Un certain nombre d'œuvres contemporaines ont été créées par cette formation, notamment  de Marc Mir ou Jean-Pascal Beintus. Une collaboration avec la soprano Shigeko Hata permet également une mise en lumière atypique et pertinente de la contribution des cuivres à la musique d'opéra. Des concerts cuivres et orgue sont également fréquemment donnés.
Le quintette Magnifica est l'invité de prestigieux festivals (Festival de Radio France, Festival de Radio Classique, Flâneries de Reims, Soirées Renoir de Cagnes-sur-Mer, Domaine Royal du Randan, Festival de Saint-Bertrand de Comminges, Festival de Saint-Lizier...) et joue régulièrement à l'étranger, notamment aux États-Unis et au Maroc. En 2012, il a joué au Grand Théâtre d'Aix en Provence et s'est également produit à Villa Eilenroc de Juan les Pins en compagnie de l'Orchestre de la Région PACA.
Le 30 novembre 2014, les Magnifica ont donné le coup d'envoi de leur 30 e anniversaire avec un concert à Paris, église Saint-Sulpice, auquel ont assisté 1200 personnes.

## Discographie
- Magnifica Live - 25 ans - avec le soutien de Yamaha.
- Christmas - Noëls du monde - Quintette Magnifica et Chœur Jubilate.
- Eternal Source of Brass Divine par le Quintette Magnifica et la soprano Shigeko Hata, Indesens 2011.
- Live 2012  - Quintette Magnifica, Arpèges 2012.